# Oscularia caulescens
Oscularia caulescens är en isörtsväxtart som först beskrevs av Philip Miller, och fick sitt nu gällande namn av Schwant. Oscularia caulescens ingår i släktet Oscularia och familjen isörtsväxter. Inga underarter finns listade i Catalogue of Life.